# 蔦宗正人
蔦宗 正人（つたむね まさと、1987年6月26日 - ）は、日本のスタントマン、俳優、スーツアクター。神奈川県出身。ジャパンアクションエンタープライズ所属。

## 人物
JAE第37期生。2007年ごろからスーパー戦隊シリーズや平成仮面ライダーシリーズの現場でキャリアを重ね、シアターGロッソのスーパー戦隊シリーズでヒーロー役を多数演じた後、『騎士竜戦隊リュウソウジャー』のリュウソウグリーン役でレギュラーヒーローを初担当した。

## 出演

### テレビドラマ
- 東京DOGS（2009年10月19日 - 12月21日、フジテレビ）
- サラリーマン金太郎 第2シリーズ 第4話（2010年、テレビ朝日） - 若者 役
- 夏の恋は虹色に輝く 第1話（2010年、フジテレビ） - ヤクザ 役
- 龍馬伝（2010年1月3日 - 11月28日、NHK）
- SPEC〜警視庁公安部公安第五課 未詳事件特別対策係事件簿〜（2010年10月8日 - 12月17日、TBS）
- 悪党〜重犯罪捜査班 第6話（2011年、テレビ朝日） - 配下 役
- 最後の晩餐 〜刑事・遠野一行と七人の容疑者〜（2011年5月14日、テレビ朝日） - 中尾彬吹き替え
- 私が恋愛できない理由 第4話（2011年、フジテレビ） - 男 役
- 梅ちゃん先生（2012年、NHK） - 乗客 役
- クロヒョウ2 龍が如く 阿修羅編（2012年、TBS） - 阿修羅メンバー 役
- ダブルフェイス 潜入捜査編（2012年10月15日、TBS / WOWOW） - 中国人コック 役
- 土曜ワイド劇場「検事・朝日奈耀子15」（2014年5月24日、テレビ朝日） - スタント
- MOZU Season1〜百舌の叫ぶ夜 第8話（2014年5月29日、TBS） - 公安警察 役
- おかしな刑事（2014年6月7日、テレビ朝日） - 警官 役
- 視覚探偵 日暮旅人 第7話（2017年、日本テレビ） - チンピラ 役
- 荒神（2018年2月17日、NHK BSプレミアム） - 村人 役
- パンドラの果実科学犯罪捜査ファイル Season1 第9話（2022年6月18日、日本テレビ） - 警官 役

### バラエティ
- SMAP×SMAP「任侠ヘルパーパロディ」（2009年、フジテレビ）
- 絶対に笑ってはいけないホテルマン24時（2009年12月31日、日本テレビ） - ショッカー 役
- run for money 逃走中 日本昔話（2010年6月27日、フジテレビ）
- クイズ☆タレント名鑑（2011年、TBS） - 体操選手 役
- 東京号泣教室（2013年、TOKYO MX） - カラミ
- 三村&有吉特番（2014年9月26日、テレビ朝日）
- 芸能界もしもアワード 2014秋（2014年10月5日、テレビ朝日）
- 関ジャニ特命捜査班7係（2016年1月30日、日本テレビ）
- にじいろジーン（2016年11月19日、関西テレビ）

### 特撮テレビドラマ
- 仮面ライダーシリーズ（テレビ朝日）
  - 仮面ライダー電王（2007年 - 2008年）
  - 仮面ライダーキバ（2008年 - 2009年）
  - 仮面ライダーディケイド（2009年）
  - 仮面ライダーW（2009年 - 2010年）
  - 仮面ライダーオーズ/OOO（2010年 - 2011年） - ひったくり 役
  - 仮面ライダーフォーゼ（2011年 - 2012年）
  - 仮面ライダーウィザード（2012年 - 2013年）
  - 仮面ライダー鎧武/ガイム（2013年 - 2014年）
  - 仮面ライダーゴースト（2015年 - 2016年）
  - 仮面ライダーエグゼイド（2016年 - 2017年）
  - 仮面ライダービルド（2017年 - 2018年）
  - 仮面ライダージオウ（2018年 - 2019年）
  - 仮面ライダーゼロワン（2019年 - 2020年）
  - 仮面ライダーギーツ（2022年 - 2023年） - 仮面ライダーシロー[7][3]、仮面ライダーダパーン[7][3]、仮面ライダーパンクジャック[8][3]、仮面ライダーナッジスパロウ[9][3]、サボテンナイトジャマト[10][3]、マーレラジャマト[3]、ポーンジャマト[3]
  - 仮面ライダーガッチャード（2023年 - 2024年） - 仮面ライダーダークキバ[11]
- スーパー戦隊シリーズ（テレビ朝日）
  - 炎神戦隊ゴーオンジャー（2008年 - 2009年）
  - 侍戦隊シンケンジャー（2009年 - 2010年）
  - 天装戦隊ゴセイジャー（2010年 - 2011年）
  - 海賊戦隊ゴーカイジャー（2011年 - 2012年）
  - 特命戦隊ゴーバスターズ（2012年 - 2013年）
  - 獣電戦隊キョウリュウジャー（2013年 - 2014年）
  - 烈車戦隊トッキュウジャー（2014年 - 2015年） - トッキュウ6号（47）[12]
  - 手裏剣戦隊ニンニンジャー（2015年 - 2016年） - ニンジャレッド[13]、兵隊[14] 役
  - 動物戦隊ジュウオウジャー（2016年 - 2017年） - ジュウオウザワールド（代役）[15][1]、ジュウオウバード[16]、メーバ[14]
  - 宇宙戦隊キュウレンジャー（2017年 - 2018年） - スコルピオ（怪人態）[17][18][1]、ギャバンtypeG[19]、ククルーガ[14]、ドン・アスラン[20]、サザンキング、アントンゼロ、ツヨインダベー、インダベー[21]
  - 快盗戦隊ルパンレンジャーVS警察戦隊パトレンジャー（2018年 - 2019年） - ザミーゴ・デルマ[1]、ギャングラー怪人[1][注釈 1]、ナンパ男（第24話） 役
  - 4週連続スペシャル スーパー戦隊最強バトル!!（2019年） - リュウソウグリーン[2]
  - 騎士竜戦隊リュウソウジャー（2019年 - 2020年） - リュウソウグリーン[23][14]、サンタさんたち（第39話） 役[24]
  - 魔進戦隊キラメイジャー（2020年 - 2021年） - キラメイイエロー[25]、キラメイイエロー（偽者 / 第29話）[26]、タカアキ（第21話） 役[27]
  - 機界戦隊ゼンカイジャー（2021年 - 2022年） - ガオーン / ゼンカイガオーン[28][6]、社員（第26話）[6] 役
  - 暴太郎戦隊ドンブラザーズ（2022年 - 2023年） - サルブラザー（未来 / 第43話）[29][30]、教官（第40話）[31] 役
  - 王様戦隊キングオージャー（2023年 - 2024年） - カメジム[32][4]、カメジム・ウンカ[4]、サナギム[4]
  - 爆上戦隊ブンブンジャー（2024年 - 2025年） - ブンバイオレット[33][5]、チャンピオンブンバイオレット[5]
  - ナンバーワン戦隊ゴジュウジャー（2025年 - ） - シンケンレッド[34]

### 映画
- ゲゲゲの鬼太郎 千年呪い歌（2008年）
- 20世紀少年 第一章 終わりの始まり（2008年）
- 特命係長 只野仁 最後の劇場版（2008年） - ヤクザ 役
- 20世紀少年 第二章 最後の希望（2009年）
- ドロップ（2009年）
- ケータイ小説家の愛（2009年）
- 20世紀少年 最終章 ぼくらの旗（2009年）
- 漫才ギャング（2011年） - スカルキッズメンバー 役
- 探偵はBARにいる（2011年） - 塾生 役
- ワイルド7（2011年） - 機動隊員 役
- ブルーバレンタイン3D〜リベンジガール〜（2011年） - 不良 役
- エイトレンジャー∞（2012年） - ヒーロー吹き替え
- 宇宙刑事ギャバン THE MOVIE（2012年、東映）
- 探偵はBARにいる2 ススキノ大交差点（2013年） - 相田の部下 役
- 劇場版 SPEC〜結〜（2013年） - アクションクルー
- エイトレンジャー2（2014年）
- イン・ザ・ヒーロー（2014年） - 忍者 役、日向丈吹き替え
- 天空の蜂（2015年） - アクションクルー
- TOO YOUNG TO DIE! 若くして死ぬ（2016年）
- セイバー+ゼンカイジャー スーパーヒーロー戦記（2021年） - シンケングリーン[35]
- 仮面ライダーシリーズ
  - 劇場版 仮面ライダー電王&キバ クライマックス刑事（2008年）
  - 劇場版 さらば仮面ライダー電王 ファイナル・カウントダウン（2008年） - 再生イマジン
  - 劇場版 超・仮面ライダー電王&ディケイド NEOジェネレーションズ 鬼ヶ島の戦艦（2009年）
  - 劇場版 仮面ライダーディケイド オールライダー対大ショッカー（2009年）
  - 仮面ライダー×仮面ライダー W&ディケイド MOVIE大戦2010（2009年）
  - 仮面ライダー×仮面ライダー×仮面ライダー THE MOVIE 超・電王トリロジー EPISODE RED ゼロのスタートウィンクル（2010年）
  - 仮面ライダーW FOREVER AtoZ/運命のガイアメモリ（2010年） - 警官 役
  - 仮面ライダー×仮面ライダー オーズ&ダブル feat.スカル MOVIE大戦CORE（2010年）
  - オーズ・電王・オールライダー レッツゴー仮面ライダー（2011年） - ザンジオー[36]、カメバズーカ[36]
  - 劇場版 仮面ライダーオーズ WONDERFUL 将軍と21のコアメダル（2011年）
  - 仮面ライダー×仮面ライダー フォーゼ&オーズ MOVIE大戦MEGA MAX（2011年）
  - 仮面ライダーフォーゼ THE MOVIE みんなで宇宙キターッ!（2012年）
  - 劇場版 仮面ライダーウィザード in Magic Land（2013年）
  - 仮面ライダー×仮面ライダー 鎧武&ウィザード 天下分け目の戦国MOVIE大合戦（2013年）
  - 仮面ライダー×仮面ライダー ドライブ&鎧武 MOVIE大戦フルスロットル（2014年）
  - 仮面ライダー×仮面ライダー ゴースト&ドライブ 超MOVIE大戦ジェネシス（2015年） - 戦闘員眼魔[14]
  - 仮面ライダー1号（2016年）
  - 劇場版 仮面ライダーゴースト 100の眼魂とゴースト運命の瞬間（2016年）
  - 仮面ライダー平成ジェネレーションズ Dr.パックマン対エグゼイド&ゴーストwithレジェンドライダー（2016年）
  - 仮面ライダー平成ジェネレーションズ FINAL ビルド&エグゼイドwithレジェンドライダー（2017年）
  - 平成仮面ライダー20作記念 仮面ライダー平成ジェネレーションズ FOREVER（2018年）
  - 仮面ライダー 令和 ザ・ファースト・ジェネレーション（2019年）[37]
  - 劇場版 仮面ライダーゼロワン REAL×TIME（2020年）[38]
  - 映画 仮面ライダーギーツ 4人のエースと黒狐（2023年） - 仮面ライダーパンクジャック[3]
  - 仮面ライダー THE WINTER MOVIE ガッチャード&ギーツ 最強ケミー★ガッチャ大作戦（2023年）
  - 仮面ライダーガヴ お菓子の家の侵略者（2025年）
- スーパー戦隊シリーズ
  - 侍戦隊シンケンジャー 銀幕版 天下分け目の戦（2009年）
  - 侍戦隊シンケンジャーVSゴーオンジャー 銀幕BANG!!（2010年）
  - 天装戦隊ゴセイジャー エピックON THEムービー（2010年） - 補助
  - 天装戦隊ゴセイジャーVSシンケンジャー エピックon銀幕（2011年）
  - ゴーカイジャー ゴセイジャー スーパー戦隊199ヒーロー大決戦（2011年）
  - 海賊戦隊ゴーカイジャー THE MOVIE 空飛ぶ幽霊船（2011年）
  - 海賊戦隊ゴーカイジャーVS宇宙刑事ギャバン THE MOVIE（2012年）
  - 特命戦隊ゴーバスターズVS海賊戦隊ゴーカイジャー THE MOVIE（2013年）
  - 劇場版 獣電戦隊キョウリュウジャー ガブリンチョ・オブ・ミュージック（2013年）
  - 獣電戦隊キョウリュウジャーVSゴーバスターズ 恐竜大決戦! さらば永遠の友よ（2014年）
  - 烈車戦隊トッキュウジャー THE MOVIE ギャラクシーラインSOS（2014年）
  - 烈車戦隊トッキュウジャーVSキョウリュウジャー THE MOVIE（2015年）
  - 手裏剣戦隊ニンニンジャー THE MOVIE 恐竜殿さまアッパレ忍法帖!（2015年）
  - 手裏剣戦隊ニンニンジャーVSトッキュウジャー THE MOVIE 忍者・イン・ワンダーランド（2016年） - 闇アカニンジャー[14]、トッキュウ1号[14]
  - 劇場版 動物戦隊ジュウオウジャー ドキドキサーカスパニック!（2016年） - ジューマン男子[14]
  - 劇場版 動物戦隊ジュウオウジャーVSニンニンジャー 未来からのメッセージ from スーパー戦隊（2017年）
  - 宇宙戦隊キュウレンジャー THE MOVIE ゲース・インダベーの逆襲（2017年） - ククルーガ[14]
  - 快盗戦隊ルパンレンジャーVS警察戦隊パトレンジャー en film（2018年） - エルロック・ショルメ[39]、ポーダマン[40]
  - 騎士竜戦隊リュウソウジャー THE MOVIE タイムスリップ!恐竜パニック!!（2019年）[41]
  - 劇場版 騎士竜戦隊リュウソウジャーVSルパンレンジャーVSパトレンジャー（2020年） - リュウソウグリーン[14]
  - 魔進戦隊キラメイジャー エピソードZERO（2020年）[42] - キラメイイエロー[43]
  - 魔進戦隊キラメイジャー THE MOVIE ビー・バップ・ドリーム（2021年） - キラメイイエロー[44]
  - 機界戦隊ゼンカイジャー THE MOVIE 赤い戦い! オール戦隊大集会!!（2021年）[45] - ガオーン[46][6]
  - 映画 王様戦隊キングオージャー アドベンチャー・ヘブン （2023年）
  - 爆上戦隊ブンブンジャー 劇場BOON! プロミス・ザ・サーキット（2024年） - ブンバイオレット[47]
  - ナンバーワン戦隊ゴジュウジャー 復活のテガソード（2025年）
- スーパーヒーロー大戦シリーズ
  - 仮面ライダー×スーパー戦隊 スーパーヒーロー大戦（2012年）
  - 仮面ライダー×スーパー戦隊×宇宙刑事 スーパーヒーロー大戦Z（2013年）
  - 平成ライダー対昭和ライダー 仮面ライダー大戦 feat.スーパー戦隊（2014年）
  - スーパーヒーロー大戦GP 仮面ライダー3号（2015年）
  - 仮面ライダー×スーパー戦隊 超スーパーヒーロー大戦（2017年）

### Vシネマ
- 仮面ライダーシリーズ
  - 仮面ライダーW RETURNS（2011年）
    - 仮面ライダーアクセル
    - 仮面ライダーエターナル

  - 鎧武/ガイム外伝 仮面ライダー斬月/仮面ライダーバロン（2015年）
  - ドライブサーガ（2016年）
    - 仮面ライダーチェイサー
    - 仮面ライダーマッハ/仮面ライダーハート

  - ビルド NEW WORLD 仮面ライダーグリス（2019年）
  - 仮面ライダーギーツ ジャマト・アウェイキング（2024年）
- スーパー戦隊シリーズ
  - 帰ってきた天装戦隊ゴセイジャー last epic（2011年）
  - 帰ってきた特命戦隊ゴーバスターズVS動物戦隊ゴーバスターズ（2013年）
  - 忍風戦隊ハリケンジャー 10 YEARS AFTER（2013年）
  - 帰ってきた獣電戦隊キョウリュウジャー 100 YEARS AFTER（2014年）
  - 行って帰ってきた烈車戦隊トッキュウジャー 夢の超トッキュウ7号（2015年）
  - 特捜戦隊デカレンジャー 10 YEARS AFTER（2015年） - ネオデカレッド[48]
  - 帰ってきた動物戦隊ジュウオウジャー お命頂戴!地球王者決定戦（2017年）
  - 炎神戦隊ゴーオンジャー 10 YEARS GRANDPRIX（2018年）
  - 機界戦隊ゼンカイジャーVSキラメイジャーVSセンパイジャー（2022年） - ガオーン[6]
  - 王様戦隊キングオージャーVSドンブラザーズ（2024年）
  - 王様戦隊キングオージャーVSキョウリュウジャー（2024年） - キョウリュウゴールド[49]、カメジム[50]
  - 爆上戦隊ブンブンジャーVSキングオージャー（2025年） - ブンバイオレット[51]

### オリジナルビデオ
- 仮面ライダーシリーズ
  - 仮面ライダーゴースト 一休眼魂争奪!とんち勝負（バトル）!!（2015年）
  - てれびくん超バトルDVD 仮面ライダーゴースト 一休入魂!めざめよ!オレのとんち力!!（2016年）
- スーパー戦隊シリーズ
  - 動物戦隊ジュウオウジャー スーパー動物大戦（2016年） - ビート・J・スタッグ[52]

### ネットムービー
- 仮面ライダーシリーズ
  - ネット版 オーズ・電王・オールライダー レッツゴー仮面ライダー 〜ガチで探せ！君だけのライダー48〜（2011年）
  - ネット版 仮面ライダー×スーパー戦隊×宇宙刑事 スーパーヒーロー大戦乙!〜Heroo!知恵袋〜あなたのお悩み解決します!（2013年）
  - ネット版 仮面ライダーウィザード イン マジか!?ランド（2013年）
  - dビデオスペシャル 仮面ライダー4号（2015年）
  - 仮面ライダーアマゾンズ（2016年）
  - ギーツエクストラ 仮面ライダーパンクジャック（2023年） - 仮面ライダーパンクジャック[3]、警備隊ライダー[3]
  - ギーツエクストラ 仮面ライダータイクーンmeets仮面ライダーシノビ（2023年）
  - 仮面ライダー 令和のゴージャス運動会（2024年、YouTube） - 仮面ライダーブレイド
  - 仮面ライダーマジェード withガールズリミックス（2025年）
- JAEオリジナル ショートムービー「華麗なる追跡 TARGET-標的-」（2015年） - 男G 役
- スーパー戦隊シリーズ
  - 警察戦隊パトレンジャー Feat. 快盗戦隊ルパンレンジャー 〜もう一人のパトレン2号〜（2018年、東映特撮ファンクラブ）
  - 王様戦隊キングオージャー ラクレス王の秘密（2023年） - カメジム[4]、シデジーム[4]
  - 暴太郎戦隊ドンブラザーズVS暴太郎戦隊ドンブリーズ（2023年）
  - 王様戦隊キングオージャー IN SPACE（2024年）
  - 爆上戦隊ブンブンジャー formation lap 始末屋 オブ ギャラクシー（2025年） - ブンバイオレット

### 舞台
- 滝沢演舞城 2007（2007年7月3日 - 29日、新橋演舞場）
- DREAM BOYS（2008年3月4日 - 30日、帝国劇場 / 4月4日 - 16日、梅田芸術劇場） - アンサンブル
- SUMMARY 2008（2008年8月2日 - 9月5日、お台場青海J地区特設会場）

### 戦隊シリーズショー
- 炎神戦隊ゴーオンジャー（2008年）
  - 「熱き友情！正義のドリフトパワー発動!!」
  - 「グランプリファイナル！素顔の戦士ラストラン!!」
  - 「さよならスカイシアター！熱き思いよ甦れ!!」
- 侍戦隊シンケンジャー（2009年） - シンケングリーン 役
  - 「侍戦隊シンケンジャー シアターGロッソに見参!!」
  - 「シンケンゴールド見参！海中決戦之幕」
  - 「スーパーシンケンジャー見参！真侍技之幕」
  - 「モヂカラ集結！！最終決戦之幕」
- 天装戦隊ゴセイジャー（2010年） - ゴセイブラック 役
  - 「天装戦隊ゴセイジャー シアターGロッソに現る!!」
  - 「ゴセイナイト降臨！正義のパワー天装!!」
  - 「激突!ゴセイジャーVSダークゴセイジャー」
  - 「護星天使降臨！奇跡のラストターン」
- 海賊戦隊ゴーカイジャー（2011年） - ゴーカイレッド 役
  - 「海賊戦隊ゴーカイジャー シアターGロッソに現る!!」
  - 「全速前進！ゴーカイシルバー登場!!」
  - 「海賊パワー炸裂！宝島大決戦!!」
  - 「バスコ現る！空中都市真冬の大激突!!」
  - 「海賊集結！決めるぜファイナルウエーブ」
- 特命戦隊ゴーバスターズ（2012年） - レッドバスター 役
  - 「特命戦隊ゴーバスターズ シアターGロッソに現る！」
  - 「緊急出動！ゴーバスターエース発進!!」
  - 「新戦士登場！ビート&スタッグ!!」
  - 「最強海賊現る！出動せよゴーバスターズ！」
  - 「永遠のキズナ！ゴーバスターズラストミッション!!」
- 獣電戦隊キョウリュウジャー（2013年） - キョウリュウブラック 役
  - 「獣電戦隊キョウリュウジャー！シアターGロッソに現る!!」
  - 「雷鳴の勇者キョウリュウゴールド見参!!」
  - 「荒れるぜ！真夏のキョウリュウ大決戦!!」
  - 「メッチャ進化！Gロッソdeカーニバル!!」
  - 「決めるぜ！史上最強のブレイブフィニッシュ!!」
- 烈車戦隊トッキュウジャー（2014年） - トッキュウ1号 役
  - 「烈車戦隊トッキュウジャー！シアターGロッソに現る!!」
  - 「出発進行！夢のGロッソ号!!」
  - 「新戦士6号発進！炎の特急決戦!!」
  - 「俺が烈車になる！ハイパートッキュウ1号 出発進行!!」
  - 「最終列車がやってくる！ 輝けレインボーライン!!」
- 手裏剣戦隊ニンニンジャー（2015年） - スターニンジャー 役
  - 「手裏剣戦隊ニンニンジャー シアターGロッソに現る!!」
  - 「あっしの出番！新戦士スターニンジャー参上!!」
  - 「最強忍者が暴れるぜ！真夏のニンジャ祭り!!」
  - 「負けられない戦い！ザ・超絶！忍術合戦!!」
  - 「激アツ！これぞラストニンジャの戦いだ!!」
- 動物戦隊ジュウオウジャー（2016年） - ジュウオウイーグル 役
  - 「動物戦隊ジュウオウジャー シアターGロッソに現る!!」
  - 「友情パワー全開！5人の絆をなめるなよ!!」
  - 「真夏のアニマルフェスティバル！ジュウオウザワールド登場!!」
  - 「伝説大解放！ジュウオウイーグル覚醒!!」
  - 「ジュウオウファイナル！王者の絆をなめるなよ!!」
- 機界戦隊ゼンカイジャー（2022年）
  - 「全開!!痛快!?まさかの展カイ!!Gロッソ最後の戦い!!」 - ガオーン 役
- 爆上戦隊ブンブンジャーショー（2024年 - 2025年）
  - 「シアターGロッソに現る!!」 - ブンブラック 役
  - 「宇宙を越える熱き絆！爆アゲ！Gロッソ FINAL LAP!!」 - ブンバイオレット 役[53]

### イベント
- ドラマティック・ライブステージ「IRIS」（2010年、大阪城ホール / さいたまスーパーアリーナ） - ACTIONクルー
- 京楽 特別先行展示会（2011年、両国国技館） - カラミ
- JAE NAKED LIVE「がんばろう 日本！」（2011年）
- JAE "春"プレミアムイベント ～Jump Up!～（2016年、新宿文化センター）

### ゲーム
- 仮面ライダー クライマックスヒーローズ フォーゼ（2011年） - モーションアクター
- 仮面ライダー 超クライマックスヒーローズ（2012年） - モーションアクター

### PV
- AKB48「フライングゲット」（2011年） - 赤辺古四十八士 役

### CM
- からだすこやか茶W「中華料理 / カンフー編」（2016年） - カンフー指導アシスタント